# 李朝隱
李朝隐（665年—734年），字充国，京兆三原（今陕西三原县）人。
少年时以明法及第，授临汾尉，武则天时，至大理丞。神龙二年（706年），反對武三思构陷桓彦范，被貶为闻喜（山西省聞喜縣）縣令。歷官侍御史、长安令，宦官闾兴贵有事要朝隐徇情，朝隐將他赶出衙门，睿宗夸奖说：“卿为京县令能如此，朕复何忧。”迁为绛州刺史，兼知吏部选事。开元二年（714年），遷升為吏部侍郎，与卢从愿合称卢、李。四年（716年）春，唐玄宗召集全国新授的县令当殿进行策试，多人不及格，他与卢从愿因用人不當，被贬为滑州刺史，轉同州刺史。
不久官至河南尹，“政甚清严，豪右屏迹”，太子的舅舅赵常奴横行闾里，李朝隐把他抓起來，還說“此不绳，不可为政。”将他杖刑。开元十年（722年），升為大理卿，武强县令裴景仙是裴寂的曾孙，贪污五千匹绢，事发后逃走被捉回。玄宗大怒，传旨斩首示众。李朝隐认为裴是“监临主守乞取”，依法罪不当死。後改杖一百，流放岭南。
李朝隐改调任岐州刺史。歷官扬州大督都府长史、大理卿、御史大夫、太常卿，封金城伯。开元二十一年（733年），擔任岭南采访处置使，同时兼管广州，清廉自持，累著能名。次年卒于广州，年七十，赠吏部尚书，谥曰贞。